# Myrocarpus frondosus
Myrocarpus frondosus är en ärtväxtart som beskrevs av Allemao. Myrocarpus frondosus ingår i släktet Myrocarpus och familjen ärtväxter. IUCN kategoriserar arten globalt som otillräckligt studerad. Inga underarter finns listade i Catalogue of Life.

## Bildgalleri

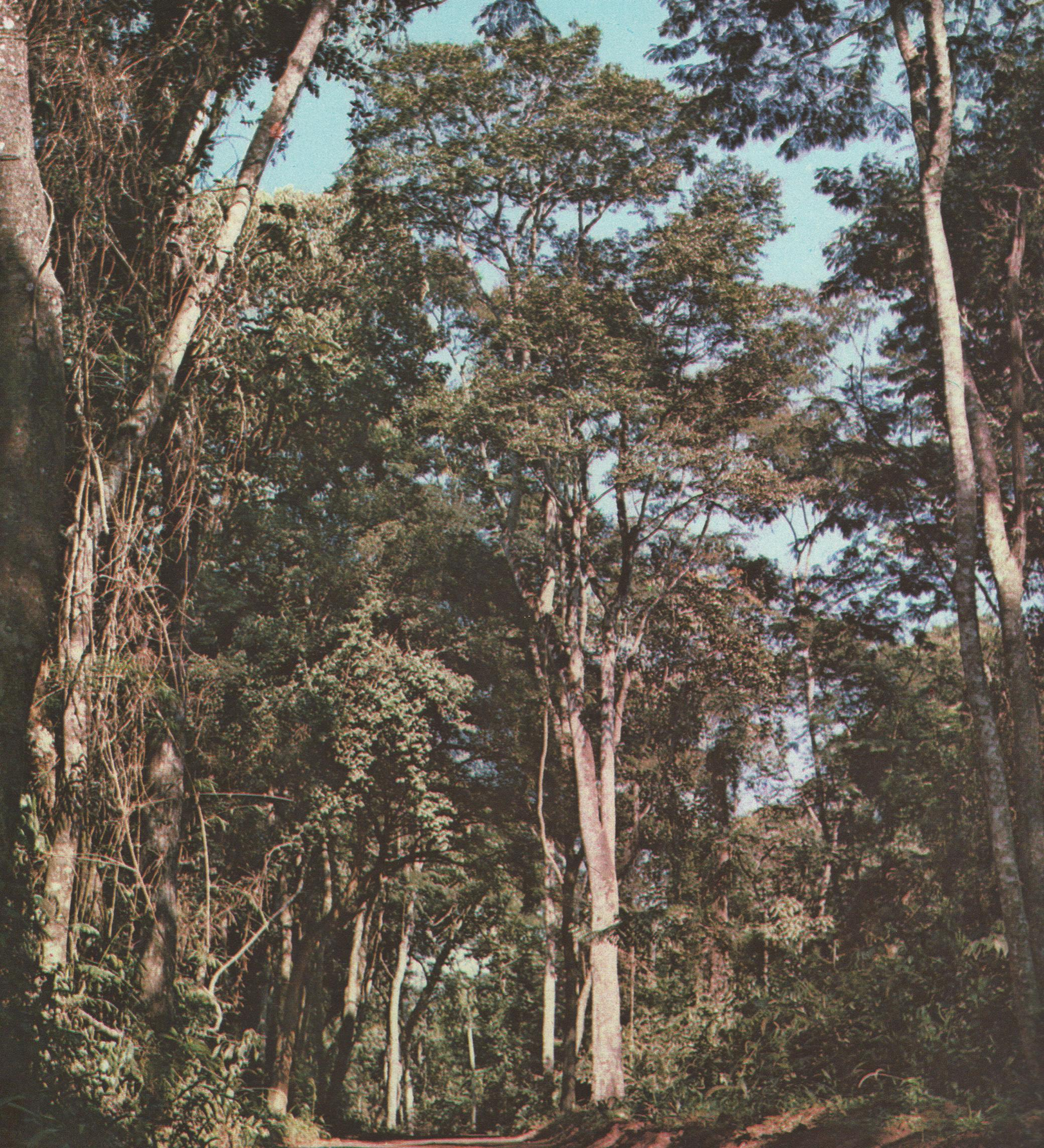